# Veldurthy, Guntur
Veldurthy là một mandal thuộc huyện Guntur, bang Andhra Pradesh. Địa phương này nổi tiếng với sản phẩm cotton và ớt.

## Geography
Veldurthy is located at 16°21′00″B 79°22′00″Đ / 16,35°B 79,3667°Đ.